# دهستان بیرک
دهستان بیرک، یکی از دهستان‌های بخش بیرک شهرستان مهرستان در استان سیستان و بلوچستان ایران است. مرکز این دهستان، روستای رگنتگ است.

## جمعیت
بر پایه سرشماری عمومی نفوس و مسکن در سال ۱۳۹۵، جمعیت دهستان بیرک برابر با ۶٬۸۶۰ نفر بوده‌است.